# Thamnobryum capense
Thamnobryum capense là một loài Rêu trong họ Neckeraceae. Loài này được (Broth. & Dixon) Enroth miêu tả khoa học đầu tiên năm 1991.